# Thecla gamma
Thecla gamma är en fjärilsart som beskrevs av Druce 1909. Thecla gamma ingår i släktet Thecla och familjen juvelvingar. Inga underarter finns listade i Catalogue of Life.